# José Claudio Escribano
José Claudio Escribano (Buenos Aires, 3 de diciembre de 1937) es un periodista y abogado argentino, histórico subdirector del diario La Nación y miembro de su directorio.

## Biografía
Terminó estudios de abogacía en la Universidad de Buenos Aires; donde había empezado en 1956, antes de ser cronista parlamentario. Se recibió cuando regresó de estudiar en Estados Unidos.
Durante la dictadura del general Pedro E. Aramburu y la presidencia de Arturo Frondizi, fue cronista destacado en la Casa Rosada, sede del Gobierno.
Cubrió todos los debates de la Convención Constituyente de 1957 y, luego, fue cronista parlamentario.
A comienzo de la década de 1960, cuando tenía 23 años, fue ascendido a jefe de Políticas, Parlamentarias y Gremiales del diario La Nación. 
Entre 1963 y 1964 fue a Estados Unidos tras obtener la beca anual del World Press Institute para estudiar en el Macalester College, de Minnesota, St. Paul, sobre las instituciones políticas, sociales, culturales y religiosas de ese país. Como parte del programa viajó por ese país y trabajó en The Miami Herald.
Entre 1966 y 1968 fue corresponsal para América Latina y, más tarde, subjefe de Editoriales de La Nación. 
En el Instituto para el Desarrollo Empresarial de la Argentina (IDEA), entre 1974 y 1987, fue analista de la coyuntura política y expuso en sus coloquios.
Durante la última dictadura fue columnista político y desde allí apoyo el accionar militar. Desde 1981, secretario general de Redacción y subdirector de La Nación, de cuya Sociedad Anónima integra el Directorio desde 1997. Renunció como subdirector del diario, al cumplir medio siglo en la Redacción, en 2005.
Está casado con Rita Viglierchio de Escribano, con quien tuvo cuatro hijas, Isha, María Rita, María Victoria y María Cecilia, y seis nietos, Sol, Belén y Manuela Correa Cuenca, Santiago y Emilia Elustondo y Sofía Palenque Bullrich.

## Premios
- Premio Internacional de Periodismo Rey de España (1981) por el mejor trabajo informativo iberoamericano.
- Premio Konex de Platino 1987: Análisis Político,
- Premio Recorrido Dorado al Periodismo (1992), de la Sociedad Distribuidora de Diarios y Revistas.
- “Laurel de Plata” (1997), del Rotary Club de Buenos Aires, a la personalidad del año en Periodismo.
- Premio Konex de Platino 1997: Gráfica Diaria,
- Premio Rioplatense, otorgado por los Rotary Club de Buenos Aires y de Montevideo (2006).
- Premio Konex de Platino 2007: Dirección Periodística (sólo cuatro argentinos han sumado estos tres platinos).[7]
- Premio Santa Clara de Asís, de la Liga de Madres de Familia.
- Caballero de la orden del Regimiento de Granaderos a Caballo General San Martín.
- Orden Isabel la Católica de España.
- Orden de Caballero de Italia.
- Orden de la Legión de Honor de Francia.
- Personalidad Destacada de la Ciudad Autónoma de Buenos Aires en el ámbito de la cultura. Legislatura de la Ciudad Autónoma de Buenos Aires. (2024).[8]

## Membresías
- Representó a “La Nación” ante la Sociedad Interamericana de Prensa (SIP) entre 1979 y 1995.
- Presidió la Comisión de Libertad de Prensa e Información de la Asociación de Entidades Periodísticas Argentinas (ADEPA) durante varios períodos.
- Presidente ADEPA en cuatro períodos.
- Miembro del Directorio del diario La Nación.
- Miembro del Directorio de la World Association of Newspapers (WAN) por seis años.
- Miembro de número de la Academia Nacional de Periodismo (de la que fue presidente en seis períodos).[9]
- Miembro de número de la Academia de Ciencias Morales y Políticas.[10]

- Miembro del Consejo Argentino para las Relaciones Internacionales (CARI).
- Fundador y miembro del comité ejecutivo del Foro Iberoamérica, que integra a políticos, intelectuales y empresarios, copresidida por el escritor mexicano Carlos Fuentes y el expresidente chileno Ricardo Lagos e integrada por varios exjefes de gobierno.
- Asesor de la Fundación Knight Reader, de Estados Unidos, que otorga becas para estudios de especialización en periodismo.

## Contribuciones académicas
La Academia Nacional de Ciencias Morales y Políticas de Buenos Aires le reconoció las contribuciones:
- Lenguaje: cultura y política (Anales, 2010).
- La Convención Reformadora de 1957, su época y personajes (Anales, 2017).